# Impatiens walleriana
Impatiens walleriana Hook.f. (sin. Impatiens sultanii Hook.f.), también conocida como alegría del hogar, alegría de la casa, balsamina o miramelindo, es una especie de planta nativa del este de África, desde Kenia a Mozambique, pero ampliamente introducida en los trópicos de América como ornamental, en donde se ha naturalizado.

## Descripción
Es una planta herbácea perenne, suculenta que puede alcanzar una altura de entre 15 y 60 cm. Los tallos son poco ramificados, glabros y algunas veces rojizos, enraizando en las nudos inferiores. Posee hojas alternas, pecioladas, lanceoladas cuyo tamaño oscila entre los 3 y 12 cm de largo y entre 2 y 7.5 cm de ancho. Los peciolos son de entre 1 a 8 cm de largo con 1 a 3 glándulas pediceladas dispersas. Los márgenes de las hojas son crenados o dentados, usualmente con fimbrias entre los dientes. 
Las inflorescencias son racimos axilares con 1 a 5 flores con pedúnculos de 2-6.5 cm. Las flores pueden ser variables en color, rosadas, púrpuras, violeta, naranjas, rojas o blancas. Es una planta monoica con flores masculinas y flores femeninas.  Los pétalos laterales miden entre 3-7 mm, el sépalo inferior de 8 -16 mm formando una espuela de 11-19 x 13- 25 mm que funciona como necatrio. Sus flores tienen entre 2 y 5 centímetros de diámetro y, generalmente, 5 pétalos, posee 4 estambres y 1 antera. 
Los frutos son cápsulas fusiformes de 15-20 por 5-6 mm, dehiscentes explosivas que lanzan sus semillas al explotar.

## Distribución
Es una especie nativa del este de África, desde Kenia a Mozambique. Esta especie ha sido introducida como ornamental en muchas partes tropicales de América se ha naturalizado en varios países (México, América Central, Brasil). No soporta temperaturas demasiado bajas y crecen mejor en un ambiente húmedo.

## Cultivo
Es comúnmente cultivada en los jardines como flor decorativa, donde, salvo que haya condiciones como para que la planta sea perenne, son cultivadas como anuales. Aunque también puede ser sembrada en interior. Se propaga por esquejes o semillas (miramelindos).